# Filipijnen op de Olympische Jeugdzomerspelen 2010
De Filipijnen namen deel aan de Olympische Jeugdzomerspelen 2010 in Singapore, de eerste editie van de Olympische Jeugdspelen.

## Deelnemers en resultaten
(m) = mannen, (v) = vrouwen 

### Basketbal
| Olympiër                                          | Discipline | Resultaat | Prestatie |
| ------------------------------------------------- | ---------- | --------- | --- |
| Bobby Parks Michael Plate Jeron Teng Cris Tolomia | jongens    | 9e        | groep D 28-34 Amerikaanse Maagdeneilanden 25-27 Spanje 19-22 Kroatië 26-12 Zuid-Afrika KF 9e-16e plaats: 22-13 Centraal-Afrikaanse Republiek HF 9e-12e plaats: 28-19 Iran 9e/10e plaats: 34-23 Puerto Rico |

### Gewichtheffen
| Olympiër       | Discipline    | Resultaat | Prestatie                           |
| -------------- | ------------- | --------- | ----------------------------------- |
| Patricia Llena | tot 63 kg (v) | 5e        | 178 kg (trekken: 83 kg, stoten: 95) |

### Taekwondo
| Olympiër     | Discipline    | Resultaat | Prestatie                                |
| ------------ | ------------- | --------- | ---------------------------------------- |
| Kirk Barbosa | tot 48 kg (m) | 5e        | KF: verloor van ISR Gili Haimovitz (7-8) |

### Tennis
| Olympiër                           | Discipline     | Resultaat                   | Prestatie |
| ---------------------------------- | -------------- | --------------------------- | --- |
| Jeson Patrombon                    | enkelspel (m)  | kwartfinale verliezersronde | 1R: 1-2 CHN Ouyang Bowen (7-6 (9), 3-6, 4-6) verliezersronde: 1R: 0-0 ARG Renzo Olivo (trok zich terug) KF: 0-2 BAR Darian King (6-7 (8), 3-6) |
| Jeson Patrombon + IND Yuki Bhambri | dubbelspel (m) | 1e ronde                    | 1R: 1-2 (7-6 (3), 5-7, 4-10) BIH Damir Dzumbri / CRO Mate Pavic                                                                                |

### Zwemmen
| Olympiër         | Discipline        | Resultaat | Prestatie                                              |
| ---------------- | ----------------- | --------- | ------------------------------------------------------ |
| Jessie Lacuna    | 100 m vrij (m)    | 19e       | 1R serie 4: 52,10 (3e)                                 |
| Jessie Lacuna    | 200 m vrij (m)    | 8e        | 1R serie 5: 1.51,52 (3e; 7e tijd) F: 1.51,95           |
| Jessie Lacuna    | 200 m vlinder (m) | 15e       | 1R serie 2: 2.06,38 (5e)                               |
|                  |                   |           |                                                        |
| Jasmine Alkhaldi | 50 m vrij (m)     | 17e       | 1R serie 9: 27,10 (5e)                                 |
| Jasmine Alkhaldi | 100 m vrij (m)    | 12e       | 1R serie7: 58,16 (5e; 13e tijd) HF serie 2: 58,01 (6e) |
| Jasmine Alkhaldi | 200 m vrij (m)    | 22e       | 1R serie 5: 2.07,37 (6e)                               |
| Jasmine Alkhaldi | 100 m vlinder (m) | 24e       | 1R serie 5: 1.04,41 (8e)                               |

Afghanistan · Albanië · Algerije · Amerikaanse Maagdeneilanden · Amerikaans-Samoa · Andorra · Angola · Antigua en Barbuda · Argentinië · Armenië · Aruba · Australië · Azerbeidzjan · Bahama's · Bahrein · Bangladesh · Barbados · België · Belize · Benin · Bermuda · Bhutan · Bolivia · Bosnië en Herzegovina · Botswana · Brazilië · Britse Maagdeneilanden · Brunei · Bulgarije · Burkina Faso · Burundi · Cambodja · Canada · Centraal-Afrikaanse Republiek · Chili · China · Chinees Taipei · Colombia · Comoren · Congo-Brazzaville · Congo-Kinshasa · Cookeilanden · Costa Rica · Cuba · Cyprus · Denemarken · Djibouti · Dominica · Dominicaanse Republiek · Duitsland · Ecuador · Egypte · El Salvador · Equatoriaal-Guinea · Eritrea · Estland · Ethiopië · Fiji · Filipijnen · Finland · Frankrijk · Gabon · Gambia · Georgië · Ghana · Grenada · Griekenland · Groot-Brittannië · Guam · Guatemala · Guinee · Guinee‑Bissau · Guyana · Haïti · Honduras · Hongarije · Hongkong · Ierland · IJsland · India · Indonesië · Irak · Iran · Israël · Italië · Ivoorkust · Jamaica · Japan · Jemen · Jordanië · Kaaimaneilanden · Kaapverdië · Kameroen · Kazachstan · Kenia · Kirgizië · Kiribati · Koeweit · Kroatië · Laos · Lesotho · Letland · Libanon · Liberia · Libië · Liechtenstein · Litouwen · Luxemburg · Macedonië · Madagaskar · Malawi · Malediven · Maleisië · Mali · Malta · Marshalleilanden · Marokko · Mauritanië · Mauritius · Mexico · Micronesië · Moldavië · Monaco · Mongolië · Montenegro · Mozambique · Myanmar · Namibië · Nauru · Nederland · Nederlandse Antillen · Nepal · Nicaragua · Nieuw-Zeeland · Niger · Nigeria · Noord-Korea · Noorwegen · Oeganda · Oekraïne · Oezbekistan · Oman · Oostenrijk · Oost‑Timor · Pakistan · Palau · Palestina · Panama · Papoea-Nieuw-Guinea · Paraguay · Peru · Polen · Portugal · Puerto Rico · Qatar · Roemenië · Rusland · Rwanda · Saint Kitts en Nevis · Saint Lucia · Saint Vincent en Grenadines · Salomonseilanden · Samoa · San Marino · Sao Tomé en Principe · Saoedi-Arabië · Senegal · Servië · Seychellen · Sierra Leone · Singapore · Slovenië · Slowakije · Soedan · Somalië · Spanje · Sri Lanka · Suriname · Swaziland · Syrië · Tadzjikistan · Tanzania · Thailand · Togo · Tonga · Trinidad en Tobago · Tsjaad · Tsjechië · Tunesië · Turkije · Turkmenistan · Tuvalu · Uruguay · Vanuatu · Venezuela · Verenigde Arabische Emiraten · Verenigde Staten · Vietnam · Wit-Rusland · Zambia · Zimbabwe · Zuid-Afrika · Zuid-Korea · Zweden · Zwitserland